# The True Sound of the New West
The True Sound of the New West es el primer EP del grupo sueco de heavy metal Mustasch. Fue publicado en 2001.

## Lista de canciones
1. "Homophobic/Alcoholic" - 4:01
2. "The Wave" - 4:52
3. "Serpent - The Zodiac (Bazaar)" - 5:54
4. "Fabian's World" - 3:54
5. "Taunus" - 5:41
6. "Coomber" - 4:24

- Datos: Q4346713